# Saint-Laurent-des-Hommes
Pour les articles homonymes, voir Saint-Laurent.
Saint-Laurent-des-Hommes est une commune française située dans le département de la Dordogne, en région Nouvelle-Aquitaine.

## Géographie

### Généralités
Dans l'ouest du département de la Dordogne, la commune de Saint-Laurent-des-Hommes est principalement située en rive droite de l'Isle qui la sépare de Saint-Martial-d'Artenset au sud-est. Elle est délimitée à l'est par le Grolet, un ruisseau qui la sépare de Saint-Martin-l'Astier et à l'ouest par un autre affluent de l'Isle, le Babiol, qui la sépare de Montpon-Ménestérol. Le nord de la commune se trouve dans la forêt de la Double. Au sud, une bande de terre de 200 à 500 mètres de large (Bénévent et Fournils), se trouve en rive gauche de l'Isle. C'est une commune rurale qui fait partie de l'aire d'attraction de Montpon-Ménestérol, zonage d’étude défini par l'Insee, qui a remplacé en 2020 l'aire urbaine de Montpon-Ménestérol qui n'incluait pas la commune.
Le bourg de Saint-Laurent-des-Hommes, à l'intersection des routes départementales 3, 3E4 et 12, se situe, en distances orthodromiques, sept kilomètres à l'est-nord-est de Montpon-Ménestérol et neuf kilomètres à l'ouest de Mussidan.
La commune est également desservie par les routes départementales 13 à l'est et 6089 (l'ancienne route nationale 89) tout au sud.
Entre Saint-Martin-l'Astier et Saint-Martial-d'Artenset, le sentier de grande randonnée GR 646 traverse le territoire communal du nord-est au sud sur huit kilomètres, en passant par le bourg.
| - OpenStreetMap Limite communale. |

### Communes limitrophes
Saint-Laurent-des-Hommes est limitrophe de sept autres communes. Au nord-est, son territoire est distant de 700 mètres de celui de Saint-Étienne-de-Puycorbier.
| Saint-Barthélemy-de-Bellegarde | Saint-Michel-de-Double   | Saint-Martin-l'Astier    |
| Montpon-Ménestérol             | Saint-Laurent-des-Hommes | Saint-Médard-de-Mussidan |
| Saint-Martial-d'Artenset       |                          | Beaupouyet               |

### Géologie et relief

#### Géologie
Situé sur la plaque nord du Bassin aquitain et bordé à son extrémité nord-est par une frange du Massif central, le département de la Dordogne présente une grande diversité géologique. Les terrains sont disposés en profondeur en strates régulières, témoins d'une sédimentation sur cette ancienne plate-forme marine. Le département peut ainsi être découpé sur le plan géologique en quatre gradins différenciés selon leur âge géologique. Saint-Laurent-des-Hommes est située dans le quatrième gradin à partir du nord-est, un plateau formé de dépôts siliceux-gréseux et de calcaires lacustres de l'ère tertiaire.
Les couches affleurantes sur le territoire communal sont constituées de formations superficielles du Quaternaire et de roches sédimentaires datant du Cénozoïque. La formation la plus ancienne, notée e5-6, est la formation de Guizengeard supérieur (Lutétien supérieur à Bartonien supérieur continental). La formation la plus récente, notée CFp, fait partie des formations superficielles de type colluvions indifférenciées de versant, de vallon et plateaux issues d'alluvions, molasses, altérites. Le descriptif de ces couches est détaillé dans  la feuille « no 781 - Montpon-Ménestérol » de la carte géologique au 1/50 000 de la France métropolitaine, et sa notice associée.

Carte géologique de Saint-Laurent-des-Hommes.

#### Relief et paysages
Le département de la Dordogne se présente comme un vaste plateau incliné du nord-est (491 m, à la forêt de Vieillecour dans le Nontronnais, à Saint-Pierre-de-Frugie) au sud-ouest (2 m à Lamothe-Montravel). L'altitude du territoire communal varie quant à elle entre 31 mètres au sud-ouest, là où l'Isle quitte le territoire communal pour servir de limite entre Saint-Martial-d'Artenset et Montpon-Ménestérol, et 113 mètres à l'extrême nord, en limite de la commune de Saint-Michel-de-Double.
Dans le cadre de la Convention européenne du paysage entrée en vigueur en France le 1er juillet 2006, renforcée par la loi du 8 août 2016 pour la reconquête de la biodiversité, de la nature et des paysages, un atlas des paysages de la Dordogne a été élaboré sous maîtrise d’ouvrage de l’État et publié en octobre 2020. Les paysages du département s'organisent en huit unités paysagères,. La commune est dans l'unité paysagère de la « Vallée de l'Isle », qui présente un profil contrasté : une vallée relativement encaissée, aux coteaux affirmés, dominant le fond de vallée de 60 à 80 m en amont de Mussidan, une vallée plus élargie en aval avec un fond de vallée plat, large de 1,5 à 2 km. À la fois agricole et urbanisée, elle est parcourue par de nombreuses voies de communication,.
La superficie cadastrale de la commune publiée par l'Insee, qui sert de référence dans toutes les statistiques, est de 31,94 km2,,. La superficie géographique, issue de la BD Topo, composante du Référentiel à grande échelle produit par l'IGN, est quant à elle de 32,3 km2.

### Hydrographie

#### Réseau hydrographique
La commune est située dans le bassin de la Dordogne au sein du Bassin Adour-Garonne. Elle est drainée par l'Isle, le Farganaud, le Grolet, le Martarieux, le ruisseau de Babiol, le ruisseau du Chanvre, le canal de la Filolie et par divers petits cours d'eau, qui constituent un réseau hydrographique de 64 km de longueur totale,.
L'Isle, d'une longueur totale de 255,29 km, prend sa source dans la Haute-Vienne dans la commune de Janailhac et se jette dans la Dordogne — dont elle est le principal affluent — en rive droite face à Arveyres, en limite de Fronsac et de Libourne,. Elle arrose la commune au sud sur douze kilomètres et demi dont près de neuf servent de limite naturelle en deux tronçons, face à Saint-Médard-de-Mussidan et Saint-Martial-d'Artenset.
Le Farganaud, ou Fayoulet dans sa partie amont, d'une longueur totale de 14,56 km, prend sa source dans la commune de Saint-Michel-de-Double et se jette dans l'Isle en rive droite à Saint-Laurent-des-Hommes, face à Saint-Martial-d'Artenset,. Il traverse le territoire communal du nord au sud sur huit kilomètres et demi.
Son affluent de rive droite le ruisseau du Chanvre sert de limite territoriale au nord sur un kilomètre et demi, face à Saint-Michel-de-Double.
Le Grolet, d'une longueur totale de 14,32 km, prend sa source dans la commune de Saint-André-de-Double et se jette en rive droite de l'Isle en limite des communes de Saint-Martin-l'Astier et de Saint-Laurent-des-Hommes, face à Saint-Médard-de-Mussidan,. Il borde la commune à l'est sur quatre kilomètres face à Saint-Martin-l'Astier.
Autre affluent de rive droite de l'Isle, le Babiol marque la limite territoriale au nord-ouest et à l'ouest sur six kilomètres, face à Saint-Barthélemy-de-Bellegarde et Montpon-Ménestérol.
Long d'un kilomètre, le canal de la Filolie coupe un méandre de l'Isle en rive droite.
Le Martarieux, d'une longueur totale de 13,57 km, prend sa source dans la commune de Fraisse et se jette dans l'Isle en rive gauche à Saint-Laurent-des-Hommes,. Il arrose le sud-est de la commune sur un kilomètre et demi dont 400 mètres en limite de Saint-Médard-de-Mussidan.

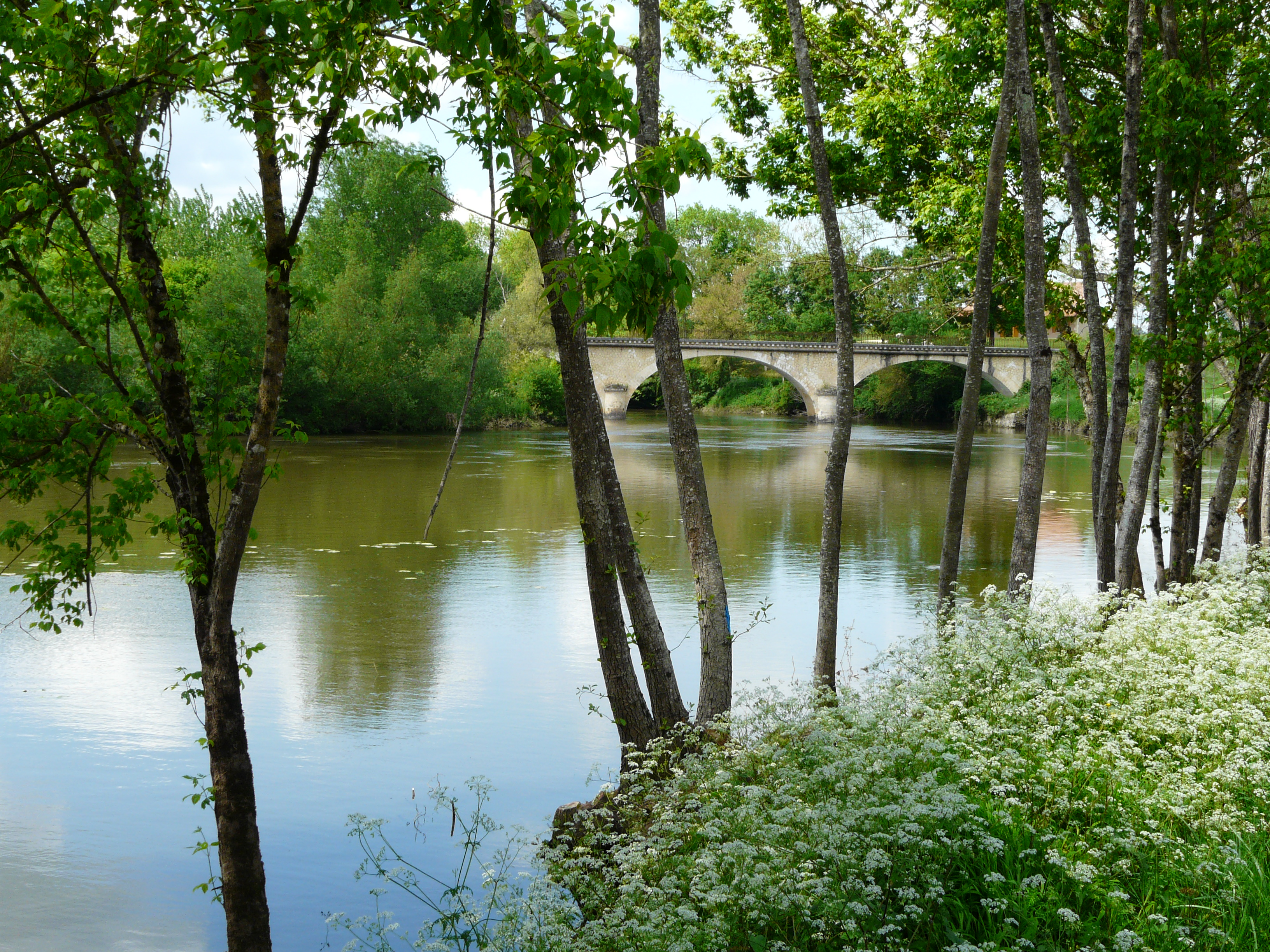
L'Isle entre Bénévent et Saint-Laurent-des-Hommes.
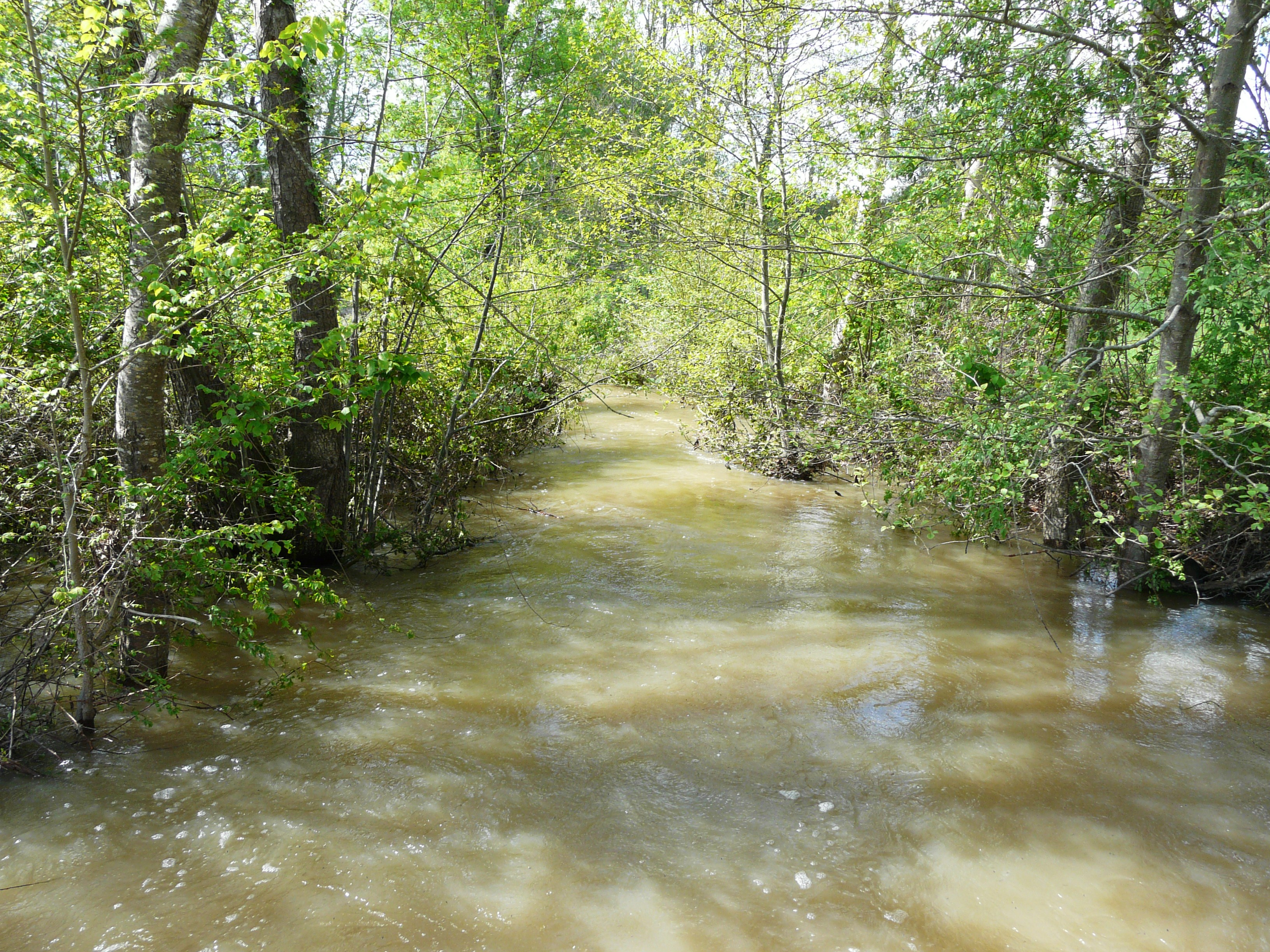
Le Farganaud en crue, à l'ouest du bourg (mai 2012).
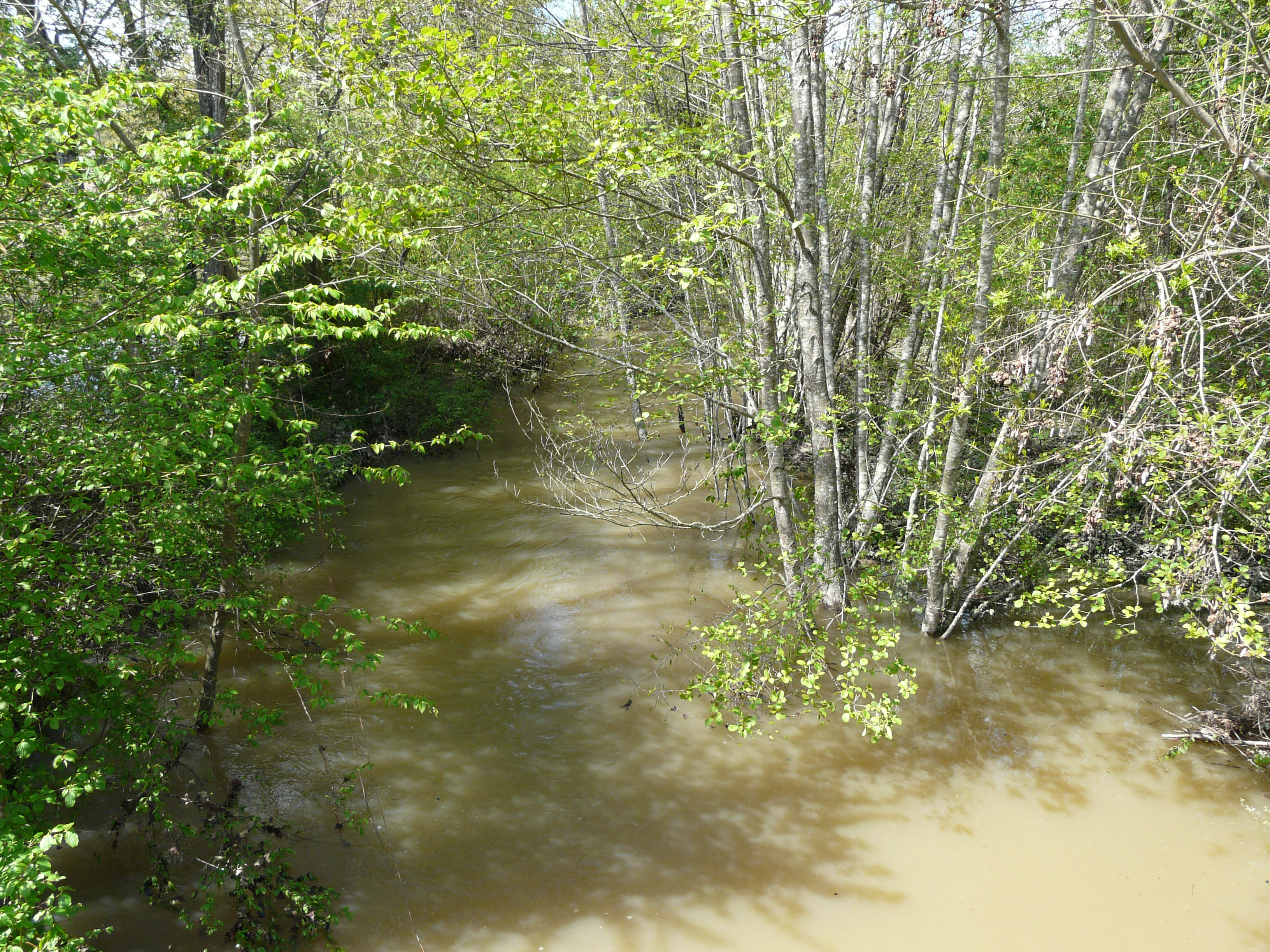
Le Grolet en crue,au pont de la RD 3, en limite de Saint-Laurent-des-Hommes (à gauche) et Saint-Martin-l'Astier (mai 2012).
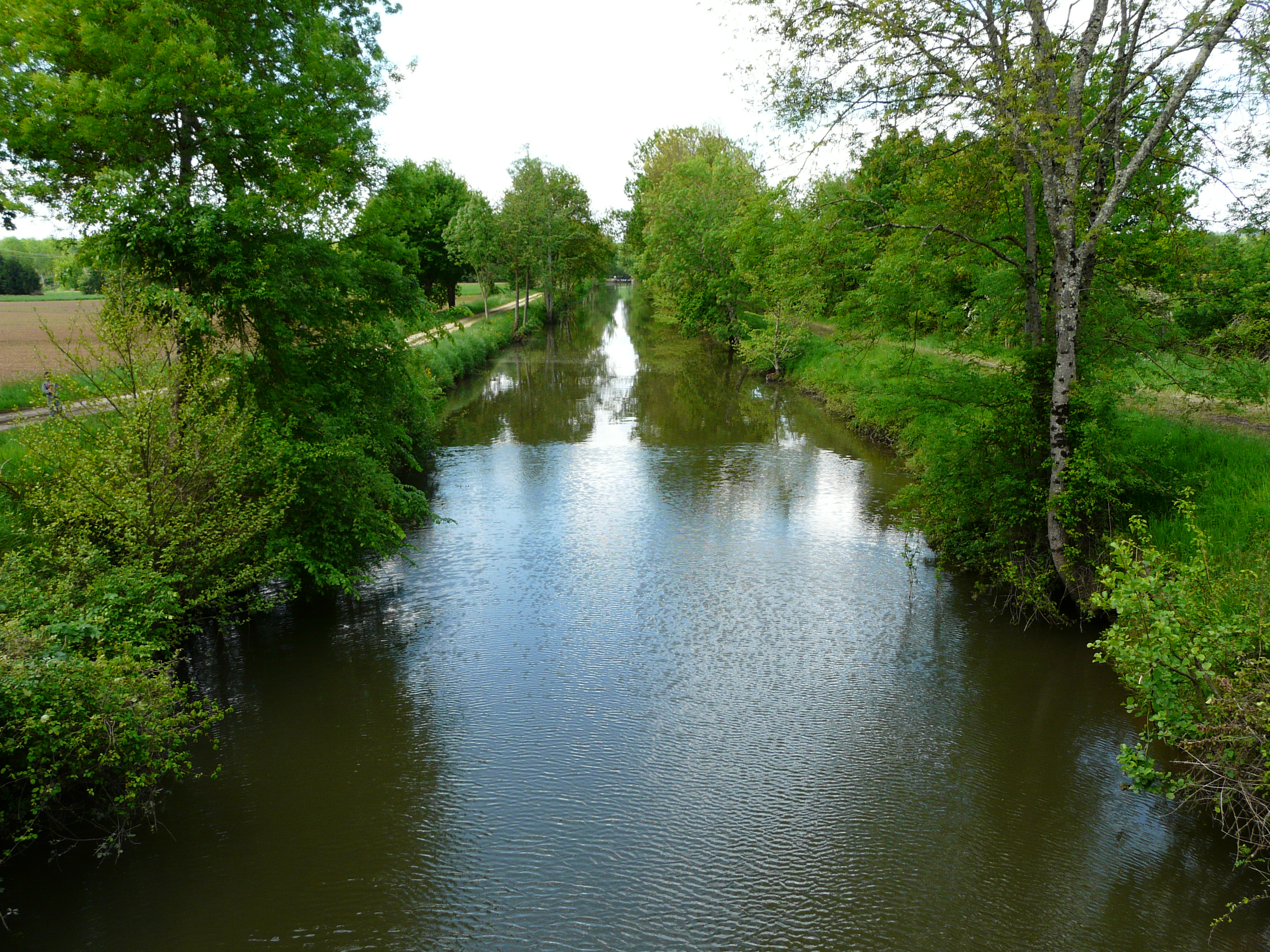
Le canal de la Filolie au nord de Bénévent.
Réseaux hydrographique et routier de Saint-Laurent-des-Hommes.

#### Gestion et qualité des eaux
Le territoire communal est couvert par le schéma d'aménagement et de gestion des eaux (SAGE) « Isle - Dronne ». Ce document de planification, dont le territoire regroupe les bassins versants de l'Isle et de la Dronne, d'une superficie de 7 500 km2, a été approuvé le 2 août 2021. La structure porteuse de l'élaboration et de la mise en œuvre est l'établissement public territorial de bassin de la Dordogne (EPIDOR). Il définit sur son territoire les objectifs généraux d’utilisation, de mise en valeur et de protection quantitative et qualitative des ressources en eau superficielle et souterraine, en respect des objectifs de qualité définis dans le troisième SDAGE  du Bassin Adour-Garonne qui couvre la période 2022-2027, approuvé le 10 mars 2022.
La qualité des eaux de baignade et des cours d’eau peut être consultée sur un site dédié géré par les agences de l’eau et l’Agence française pour la biodiversité.

### Climat
Pour des articles plus généraux, voir Climat de la Nouvelle-Aquitaine et Climat de la Dordogne.
Historiquement, la commune est exposée à un climat océanique aquitain.  
En 2020, Météo-France publie une typologie des climats de la France métropolitaine dans laquelle la commune est exposée à un climat océanique et est dans la région climatique  Aquitaine, Gascogne, caractérisée par une pluviométrie abondante au printemps, modérée en automne, un faible ensoleillement au printemps, un été chaud (19,5 °C), des vents faibles, des brouillards fréquents en automne et en hiver et des orages fréquents en été (15 à 20 jours).
Pour la période 1971-2000, la température annuelle moyenne est de 12,6 °C, avec  une amplitude thermique annuelle de 15,1 °C. Le cumul annuel moyen de précipitations est de 846 mm, avec 11,6 jours de précipitations en janvier et 6,9 jours en juillet. Pour la période 1991-2020, la température moyenne annuelle observée sur la station météorologique la plus proche, située sur la commune de Saint Aulaye-Puymangou à 21 km à vol d'oiseau, est de 13,0 °C et le cumul annuel moyen de précipitations est de 854,8 mm,. Pour l'avenir, les paramètres climatiques de la commune estimés pour 2050 selon différents scénarios d’émission de gaz à effet de serre sont consultables sur un site dédié publié par Météo-France en novembre 2022.

### Milieux naturels et biodiversité
Située au sud de la forêt de la Double et bordée par l'Isle, la commune représente un grand intérêt pour la faune et la flore locales. Des zones de protection y sont donc délimitées.

#### Natura 2000

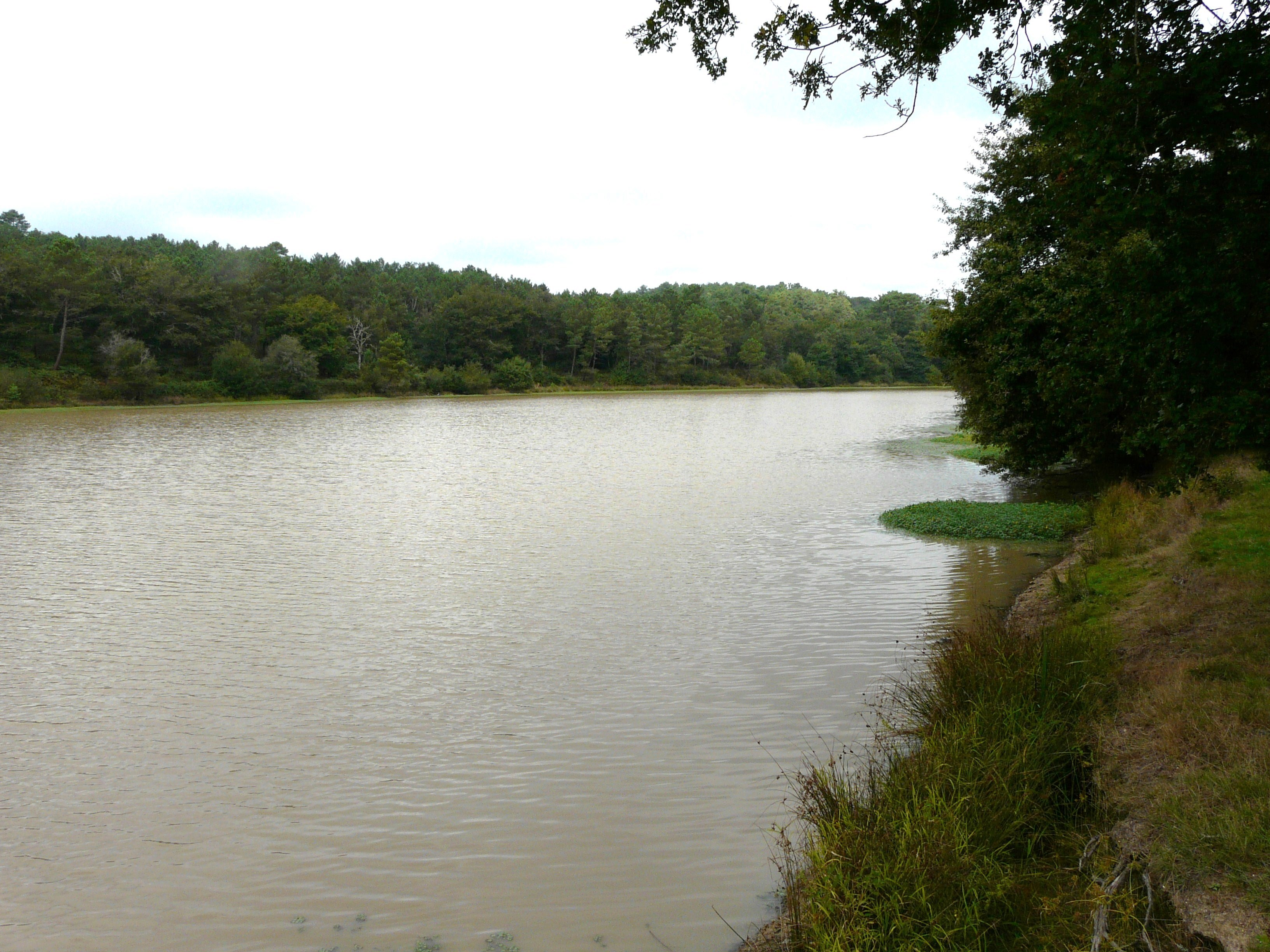
L'étang du Farganaud.

Deux sites Natura 2000 sont présents sur le territoire communal.
Les vallées du Babiol, du Farganaud et du Grolet  font partie des vallées de la Double, considérées comme site important par le réseau Natura 2000 pour la conservation d'espèces animales européennes menacées. On peut y trouver notamment la cistude d'Europe (Emis orbicularis), l'écrevisse à pattes blanches (Austropotamobius pallipes), la loutre (Lutra lutra), le vison d'Europe (Mustela lutreola), le chabot commun (Cottus gobio) ou encore la lamproie de Planer (Lampetra planeri).
Depuis Périgueux jusqu'à sa confluence avec la Dordogne, l'Isle et sa vallée, ensemble de prairies et de cultures, représentent un site très important pour le vison d'Europe ainsi que pour une libellule : le gomphe de Graslin (Gomphus gaslinii). Outre la cistude d'Europe et l'écrevisse à pattes blanches, on y trouve également des aires de reproduction de six espèces de poissons dont des lamproies et des aloses.

#### ZNIEFF
Sur toute sa bordure sud, la commune présente une zone naturelle d'intérêt écologique, faunistique et floristique (ZNIEFF) de type 2 qui comprend la totalité de la vallée de l'Isle : la « vallée de l'Isle de Saint-Médard-de-Mussidan à Montpon ». Ce site de prairies alluviales humides est favorable à une flore spécifique ainsi qu'à une avifaune diversifiée qui y passe l'hiver (vanneaux, pluviers, hérons cendrés) ou qui y niche (chouettes chevêches, pies-grièches),.

## Urbanisme

### Typologie
Au 1er janvier 2024, Saint-Laurent-des-Hommes est catégorisée commune rurale à habitat dispersé, selon la nouvelle grille communale de densité à 7 niveaux définie par l'Insee en 2022.
Elle est située hors unité urbaine. Par ailleurs la commune fait partie de l'aire d'attraction de Montpon-Ménestérol, dont elle est une commune de la couronne,. Cette aire, qui regroupe 13 communes, est catégorisée dans les aires de moins de 50 000 habitants,.

### Occupation des sols
L'occupation des sols de la commune, telle qu'elle ressort de la base de données européenne d’occupation biophysique des sols Corine Land Cover (CLC), est marquée par l'importance des territoires agricoles (52,1 % en 2018), en diminution par rapport à 1990 (53 %). La répartition détaillée en 2018 est la suivante : 
forêts (39,9 %), zones agricoles hétérogènes (33,1 %), prairies (10,5 %), terres arables (8,4 %), mines, décharges et chantiers (4,2 %), eaux continentales (1,6 %), zones urbanisées (1,4 %), milieux à végétation arbustive et/ou herbacée (0,8 %). L'évolution de l’occupation des sols de la commune et de ses infrastructures peut être observée sur les différentes représentations cartographiques du territoire : la carte de Cassini (XVIIIe siècle), la carte d'état-major (1820-1866) et les cartes ou photos aériennes de l'IGN pour la période actuelle (1950 à aujourd'hui).

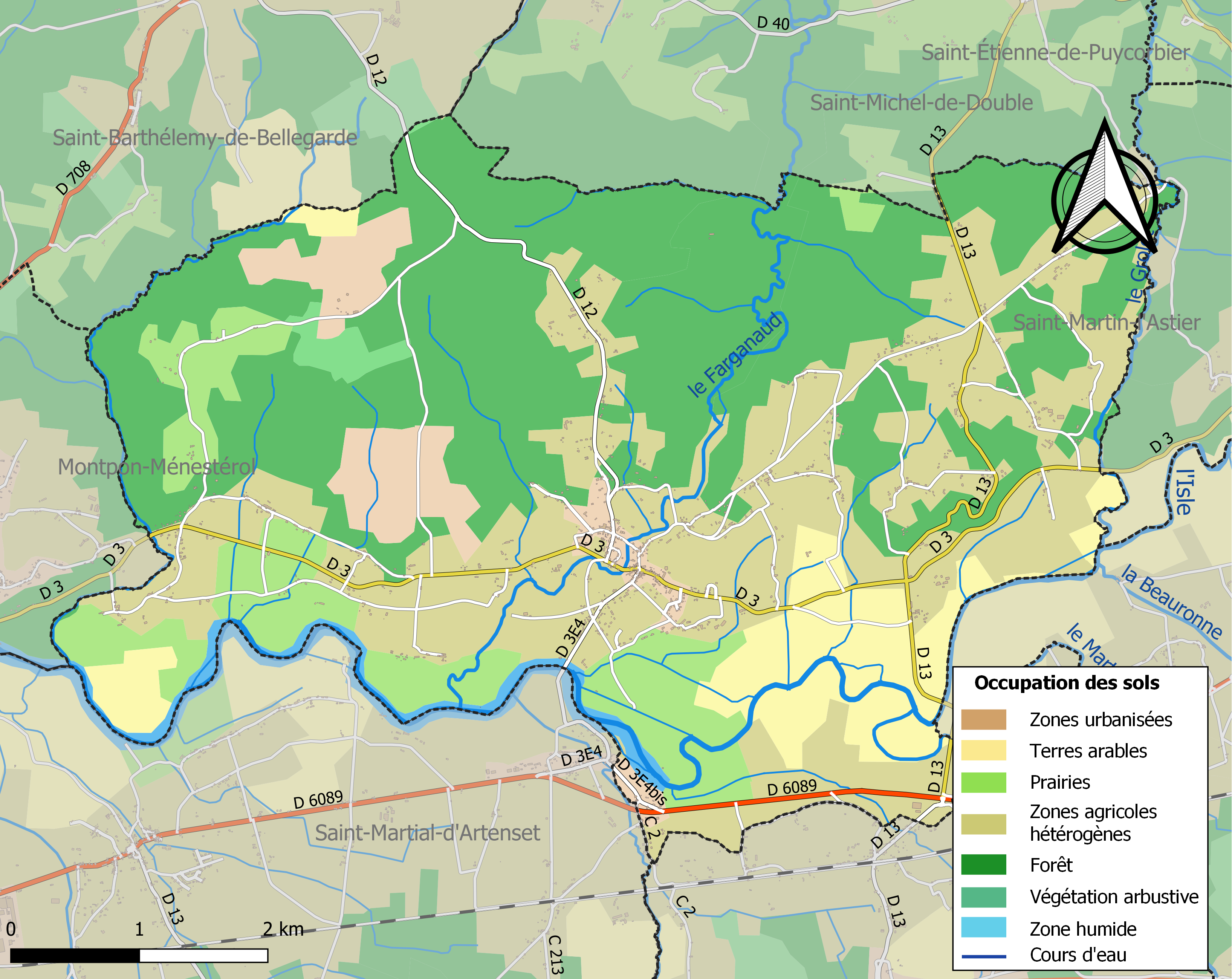
Carte des infrastructures et de l'occupation des sols de la commune en 2018 (CLC).

### Prévention des risques
Le territoire de la commune de Saint-Laurent-des-Hommes est vulnérable à différents aléas naturels : météorologiques (tempête, orage, neige, grand froid, canicule ou sécheresse), inondations, feux de forêts, mouvements de terrains et séisme (sismicité très faible). Il est également exposé à un risque technologique, le transport de matières dangereuses. Un site publié par le BRGM permet d'évaluer simplement et rapidement les risques d'un bien localisé soit par son adresse soit par le numéro de sa parcelle.

#### Risques naturels

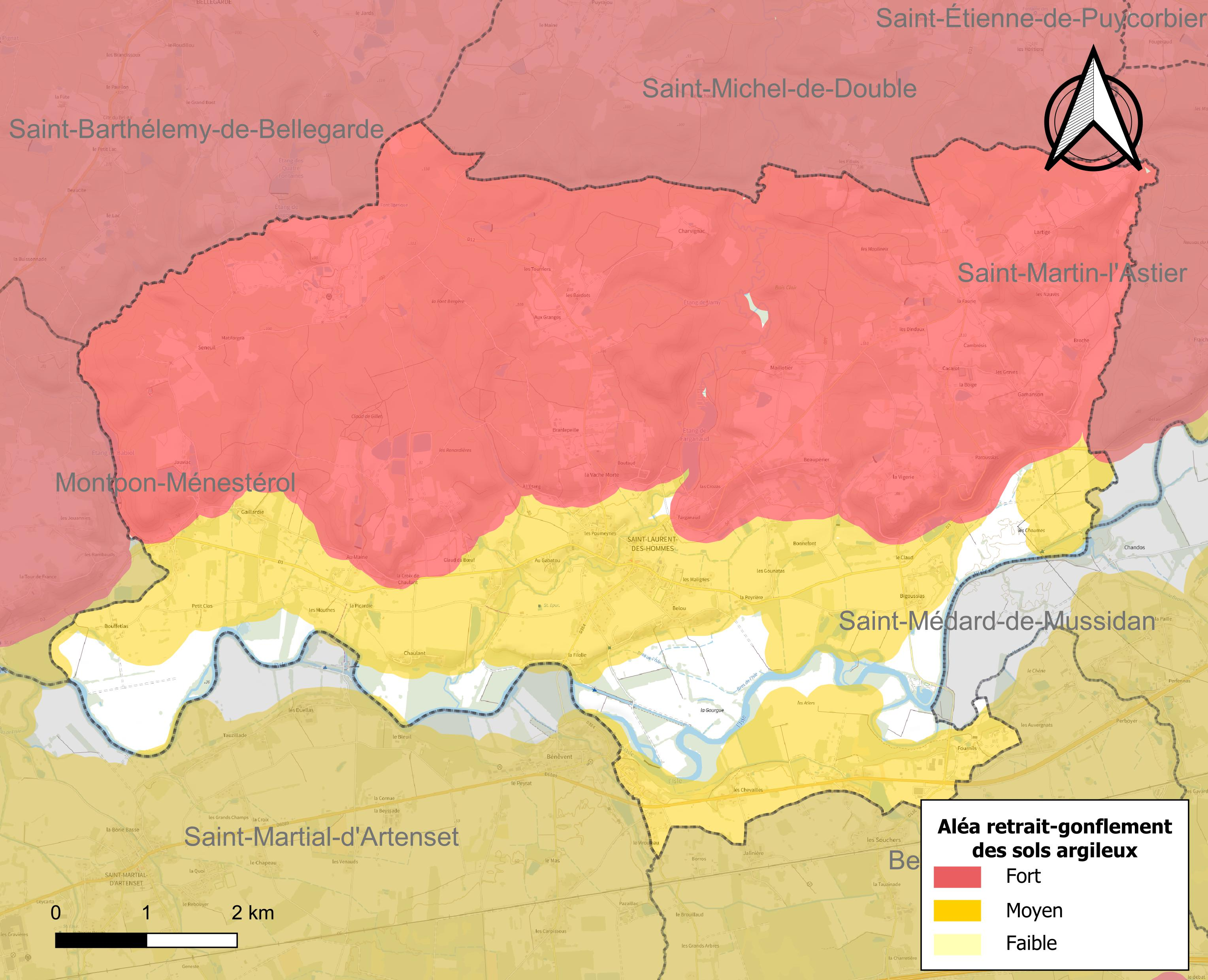
Carte des zones d'aléa retrait-gonflement des sols argileux de Saint-Laurent-des-Hommes.

Certaines parties du territoire communal sont susceptibles d’être affectées par le risque d’inondation par débordement de cours d'eau, notamment l'Isle, le Grolet, le Martarieux et le Farganaud. La commune a été reconnue en état de catastrophe naturelle au titre des dommages causés par les inondations et coulées de boue survenues en 1982, 1986, 1993 et 1999,. Le risque inondation est pris en compte dans l'aménagement du territoire de la commune par le biais du plan de prévention des risques inondation (PPRI) de la « vallée de l'Isle - Montponnais »  approuvé le 13 juin 2007, pour les crues de l'Isle, impactant ses rives jusqu'à 1 700 mètres de largeur sur le territoire communal, au sud de Bonnefont, ainsi que la partie aval de ses affluents le Grolet (les 1 200 derniers mètres), en limite de Saint-Martin-l'Astier, le Farganaud (les deux derniers kilomètres) et le Martarieux (son dernier kilomètre et demi). La crue de 1944 (663 m3/s à la station de Saint-Laurent-des-Hommes sert de crue de référence au PPRI.
Saint-Laurent-des-Hommes est exposée au risque de feu de forêt. L’arrêté préfectoral du 14 mars 2013 fixe les conditions de pratique des incinérations et de brûlage dans un objectif de réduire le risque de départs d’incendie. À ce titre, des périodes sont déterminées : interdiction totale du 15 février au 15 mai et du 15 juin au 15 octobre, utilisation réglementée du 16 mai au 14 juin et du 16 octobre au 14 février. En septembre 2020, un plan inter-départemental de protection des forêts contre les incendies (PidPFCI) a été adopté pour la période 2019-2029,.
Les mouvements de terrains susceptibles de se produire sur la commune sont des tassements différentiels. Le retrait-gonflement des sols argileux est susceptible d'engendrer des dommages importants aux bâtiments en cas d’alternance de périodes de sécheresse et de pluie. 89,9 % de la superficie communale est en aléa moyen ou fort (58,6 % au niveau départemental et 48,5 % au niveau national métropolitain). Depuis le 1er octobre 2020, en application de la loi ÉLAN, différentes contraintes s'imposent aux vendeurs, maîtres d'ouvrages ou constructeurs de biens situés dans une zone classée en aléa moyen ou fort,.
La commune a été reconnue en état de catastrophe naturelle au titre des dommages causés par la sécheresse en 1989, 1992, 1995, 1997, 2005 et 2011 et par des mouvements de terrain en 1999.

## Toponymie
Le nom du lieu se réfère à saint Laurent, martyr chrétien du IIIe siècle. Saint-Laurent-des-Hommes est la déformation de Saint-Laurent-des-Olmes, tiré de l'occitan olm qui signifie orme.
Sur la carte de Cassini représentant la France entre 1756 et 1789, la paroisse est identifiée sous le nom de Saint Laurent de Double.
En occitan, la commune porte le nom de Sent Laurenç daus Urmes.

## Histoire

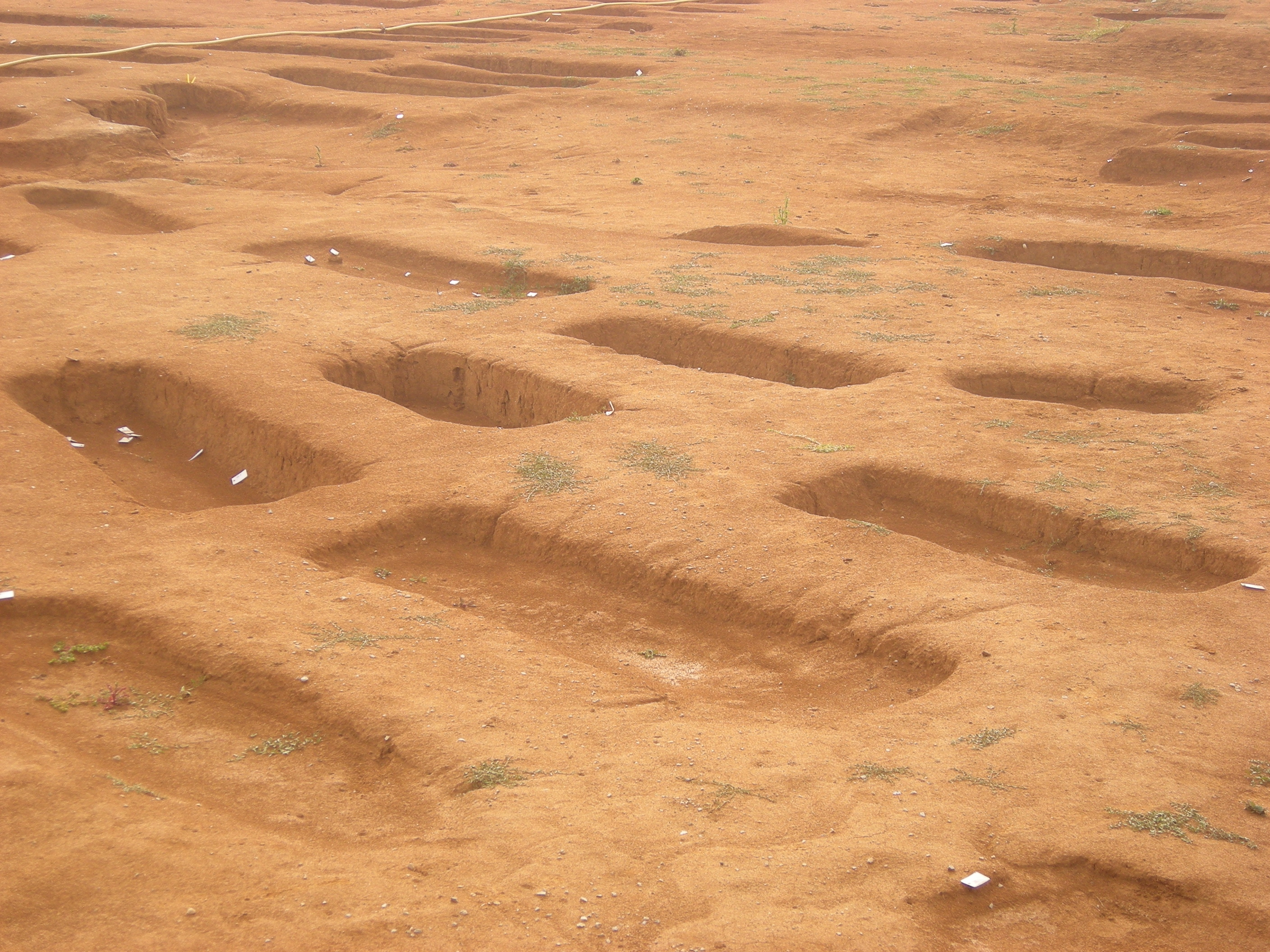
La nécropole mérovingienne de Saint-Laurent-des-Hommes à la veille de son enfouissement.

Le territoire communal fut occupé dès le Néolithique et les vestiges d'une villa gallo-romaine ont été découverts au village de Bénévent.
Une nécropole mérovingienne comportant 360 sépultures, dont une seule avec des ossements non identifiés, a été mise au jour en 2010 sur un terrain situé au sud du bourg de la commune, en préalable à une mise en lotissements. Selon l'INRAP, des objets préhistoriques (silex) et antiques (tegula) ont également été exhumés.
Les premières mentions écrites connues du lieu remontent au XIIIe siècle sous les formes Sanctus Laurentius de Pradoux, puis Sanctus Laurentius prope Benevent (« Saint-Laurent près de Bénévent »). La commune de Saint-Laurent-des-Hommes comprend le village de Bénévent qui est une ancienne bastide fondée en 1270 par Philippe le Hardi et Archambaud III de Périgord.

## Politique et administration

### Intercommunalité
Fin 2002, Saint-Laurent-des-Hommes intègre dès sa création la communauté de communes du Mussidanais en Périgord. Celle-ci disparaît au 31 décembre 2016, remplacée au 1er janvier 2017 par la communauté de communes Isle et Crempse en Périgord.

### Administration municipale
La population de la commune étant comprise entre 500 et 1 499 habitants au recensement de 2017, quinze conseillers municipaux ont été élus en 2020,.

### Liste des maires
| Période                                  | Période       | Identité              | Étiquette  | Qualité                                       |
| ---------------------------------------- | ------------- | --------------------- | ---------- | --------------------------------------------- |
| Les données manquantes sont à compléter. |               |                       |            |                                               |
|                                          |               |                       |            |                                               |
| 1893                                     | 1926          | Martial Voulgre       |            | Délégué cantonal de Mussidan (1900-1926)      |
|                                          |               |                       |            |                                               |
| (1959 ou avant)                          | 1970          | Albert Guigné         |            |                                               |
| 1970                                     | décembre 1970 | Marcel Caray          |            | Adjoint faisant fonctions de maire            |
| décembre 1970                            | mars 1983     | Marcel Caray          |            |                                               |
| mars 1983                                | mars 2001     | René Allard           |            |                                               |
| mars 2001                                | mai 2016      | Jean-Pierre Marache   | SE puis PS | Fonctionnaire                                 |
| mai 2016                                 | mai 2020      | Jean-Claude Éclancher |            | Retraité de l'enseignement                    |
| mai 2020                                 | En cours      | Michel Donnette       |            | Retraité de la fonction publique hospitalière |

### Jumelages
- Sutton and Shottisham (Grande-Bretagne) depuis 1976

## Équipements et services publics

### Justice
En 2023, dans le domaine judiciaire, Saint-Laurent-des-Hommes relève : 
- du tribunal judiciaire, du tribunal pour enfants, du conseil de prud'hommes et du tribunal de commerce de Périgueux ;
- du pôle Nationalité du tribunal judiciaire de Périgueux (compétent uniquement dans le domaine de la nationalité) ;
- de la cour d'appel, du tribunal administratif et de la  cour administrative d'appel de Bordeaux.

## Population et société

### Démographie
Les habitants de Saint-Laurent-des-Hommes se nomment les Saint Laurentais.
L'évolution du nombre d'habitants est connue à travers les recensements de la population effectués dans la commune depuis 1793. Pour les communes de moins de 10 000 habitants, une enquête de recensement portant sur toute la population est réalisée tous les cinq ans, les populations de référence des années intermédiaires étant quant à elles estimées par interpolation ou extrapolation. Pour la commune, le premier recensement exhaustif entrant dans le cadre du nouveau dispositif a été réalisé en 2008.

En 2022, la commune comptait 1 022 habitants, en stagnation par rapport à 2016 (Dordogne : +0,37 %, France hors Mayotte : +2,11 %).
| 1793  | 1800 | 1806 | 1821 | 1831  | 1836  | 1841  | 1846  | 1851  |
| ----- | ---- | ---- | ---- | ----- | ----- | ----- | ----- | ----- |
| 1 123 | 876  | 928  | 998  | 1 285 | 1 228 | 1 131 | 1 234 | 1 125 |

| 1856  | 1861  | 1866  | 1872  | 1876  | 1881  | 1886  | 1891  | 1896  |
| ----- | ----- | ----- | ----- | ----- | ----- | ----- | ----- | ----- |
| 1 242 | 1 246 | 1 259 | 1 147 | 1 206 | 1 307 | 1 212 | 1 250 | 1 149 |

| 1901  | 1906  | 1911  | 1921  | 1926 | 1931 | 1936 | 1946 | 1954 |
| ----- | ----- | ----- | ----- | ---- | ---- | ---- | ---- | ---- |
| 1 104 | 1 109 | 1 087 | 1 049 | 981  | 966  | 971  | 947  | 992  |

| 1962 | 1968 | 1975 | 1982 | 1990 | 1999 | 2006 | 2008  | 2013  |
| ---- | ---- | ---- | ---- | ---- | ---- | ---- | ----- | ----- |
| 925  | 861  | 867  | 863  | 938  | 884  | 989  | 1 019 | 1 048 |

| 2018  | 2022  | - | - | - | - | - | - | - |
| ----- | ----- | - | - | - | - | - | - | - |
| 1 015 | 1 022 | - | - | - | - | - | - | - |

### Manifestations culturelles et festivités
- Fête du village au mois d'août sur un week-end[73].

## Économie

### Emploi
En 2015, parmi la population communale comprise entre 15 et 64 ans, les actifs représentent 407 personnes, soit 39,7 % de la population municipale. Le nombre de chômeurs (trente-neuf) a augmenté par rapport à 2010 (trente) et le taux de chômage de cette population active s'établit à 9,5 %.

### Établissements
Au 31 décembre 2015, la commune compte 111 établissements, dont 61 au niveau des commerces, transports ou services, dix-sept dans la construction, seize dans l'industrie, dix dans l'agriculture, la sylviculture ou la pêche, et sept relatifs au secteur administratif, à l'enseignement, à la santé ou à l'action sociale.

### Entreprises
C'est sur le territoire communal que se trouve l'une des deux installations de stockage de déchets non dangereux (ISDND) du département de la Dordogne, l'autre se trouvant entre Milhac-d'Auberoche et Fossemagne.

## Culture locale et patrimoine

### Lieux et monuments

#### Patrimoine civil
- Château de Fournils, édifié au XIXe siècle, ancienne résidence de la famille de La Crompe de La Boissière[78],[Note 8]. Il est inscrit au titre des monuments historiques depuis 2022, de même que les façades et toitures des autres bâtiments du domaine[79]. L'ensemble formé par le château de Fournils et son parc est, sur près de vingt-deux hectares (dont une faible partie sur la commune de Beaupouyet), un site inscrit à titre pittoresque depuis 1980[80],[81].
- Maison avec galerie en bois, XVIe et XVIIe siècles, inscrite au titre des monuments historiques depuis 1948[82], aujourd'hui la mairie.
- Maisons doubleaudes typiques : métairie de Gamenson et maison de Bigoussias.
- La vallée de l'Isle avec le pont de la Filolie.

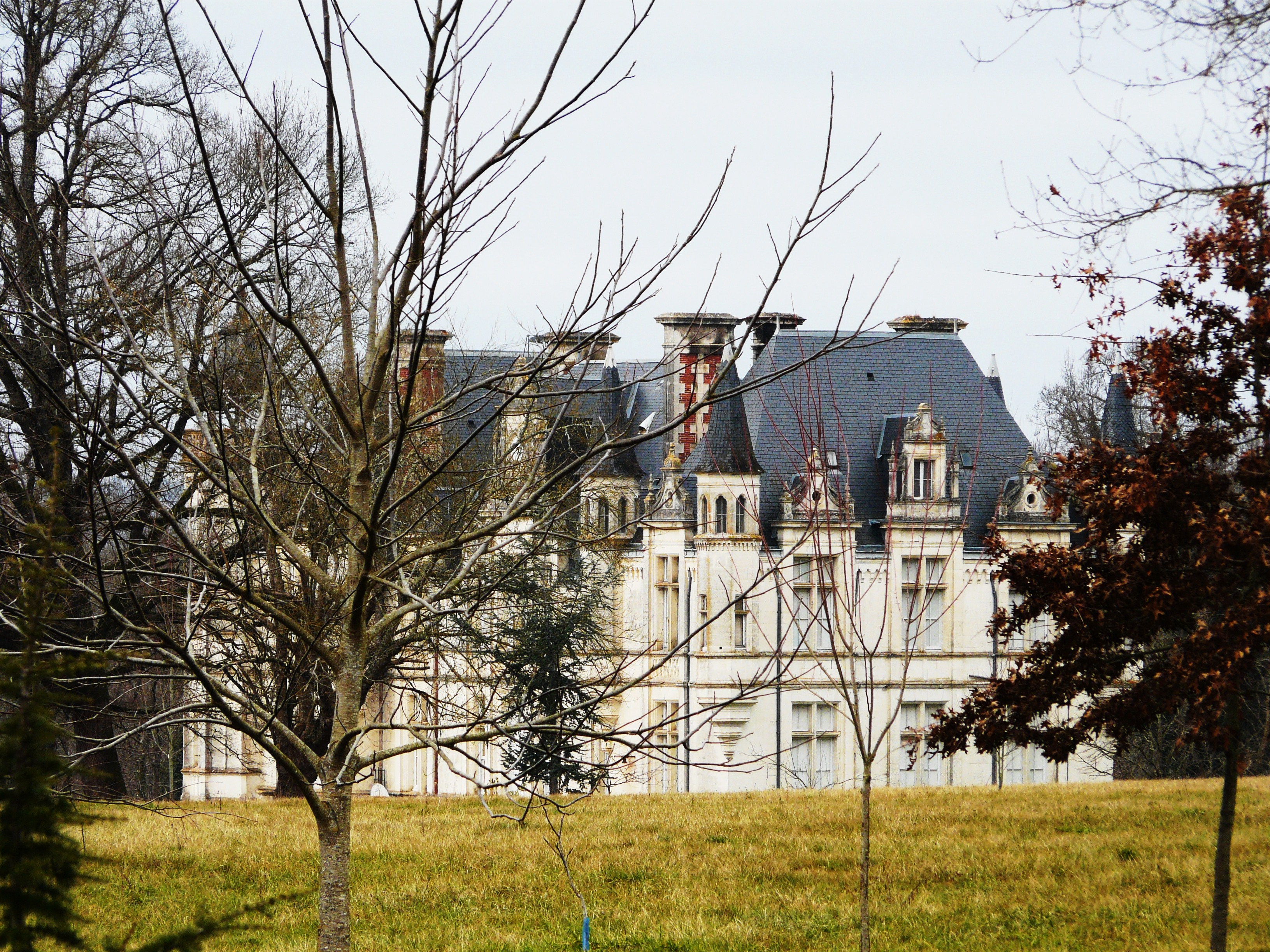
Le château de Fournils.
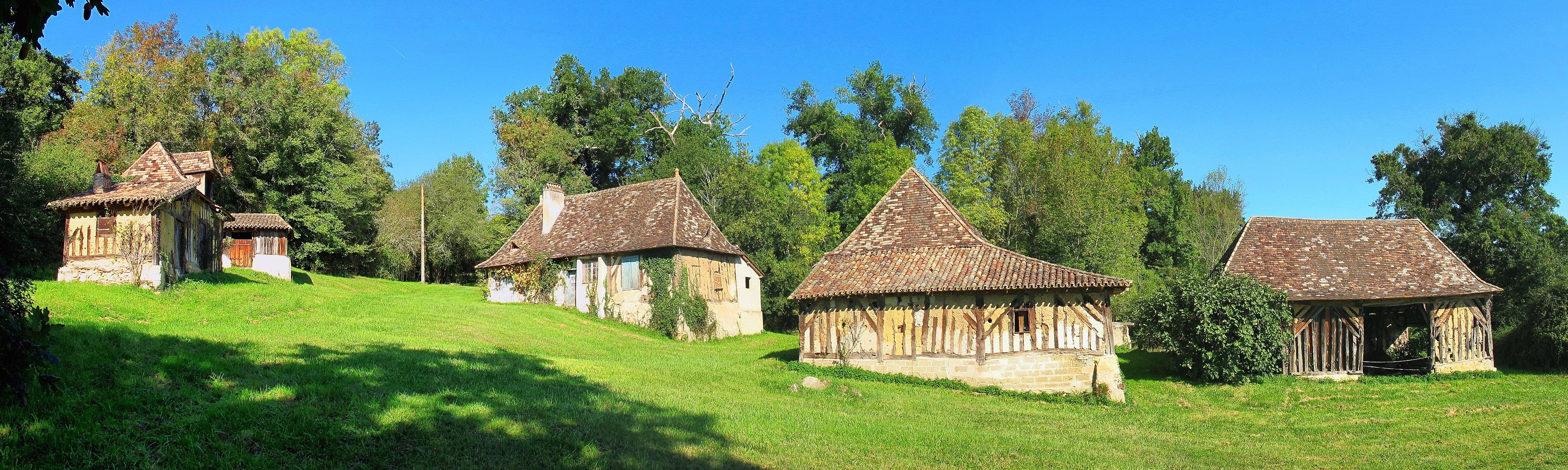
La métairie de Gamanson.
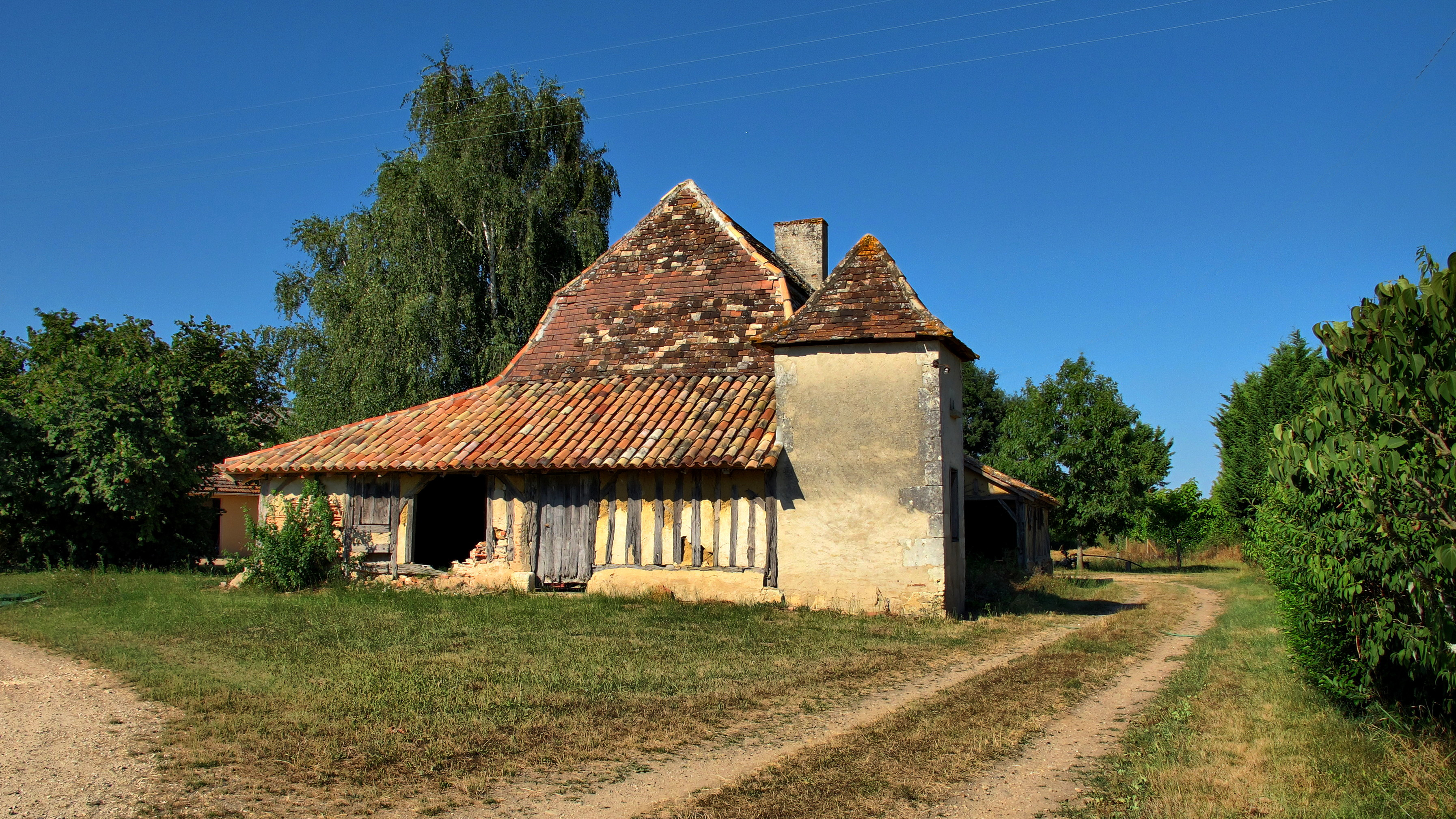
Maison doubleaude avec pigeonnier à Bigoussias.
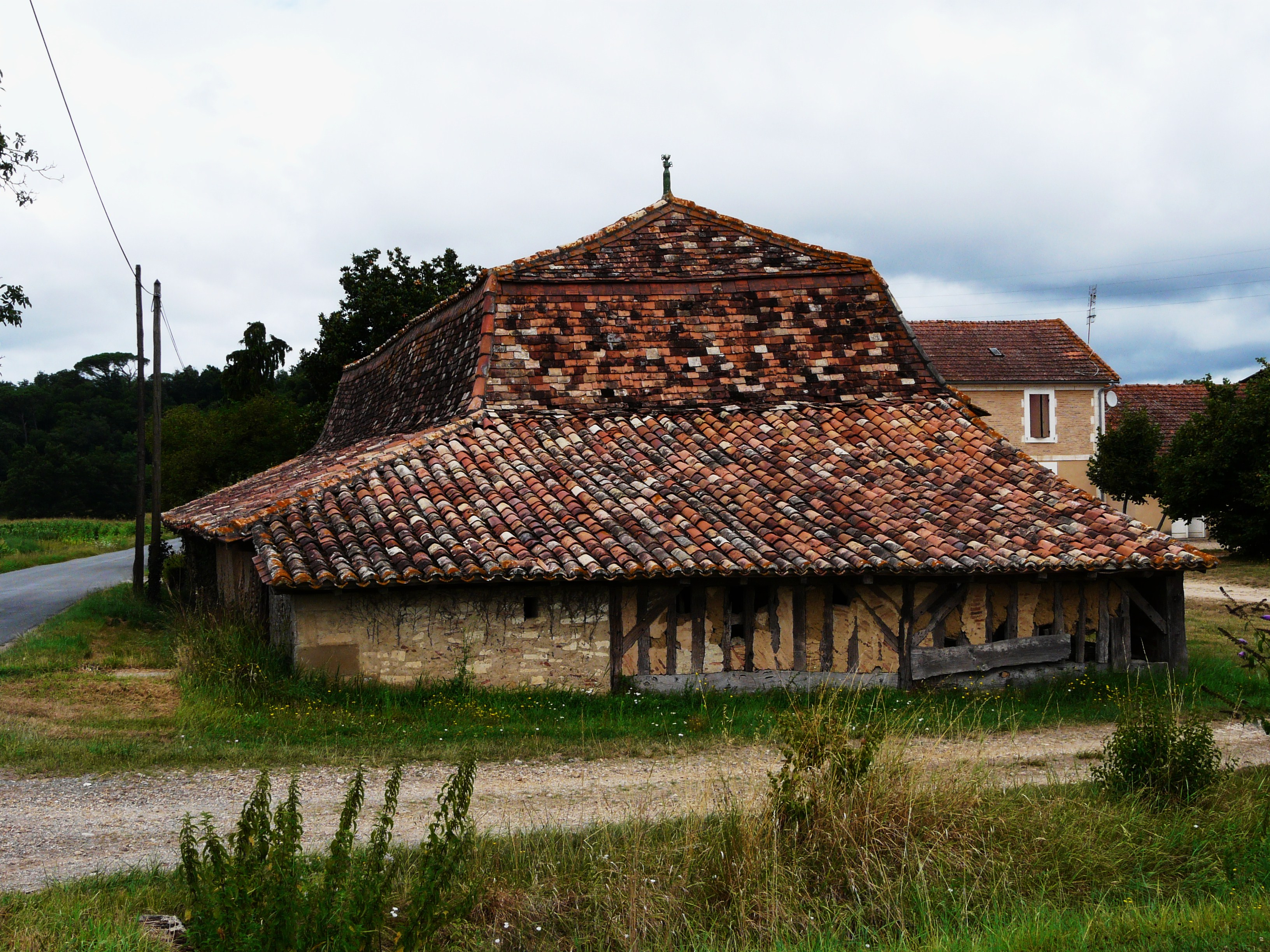
Un ancien bâtiment agricole à Bigoussias.
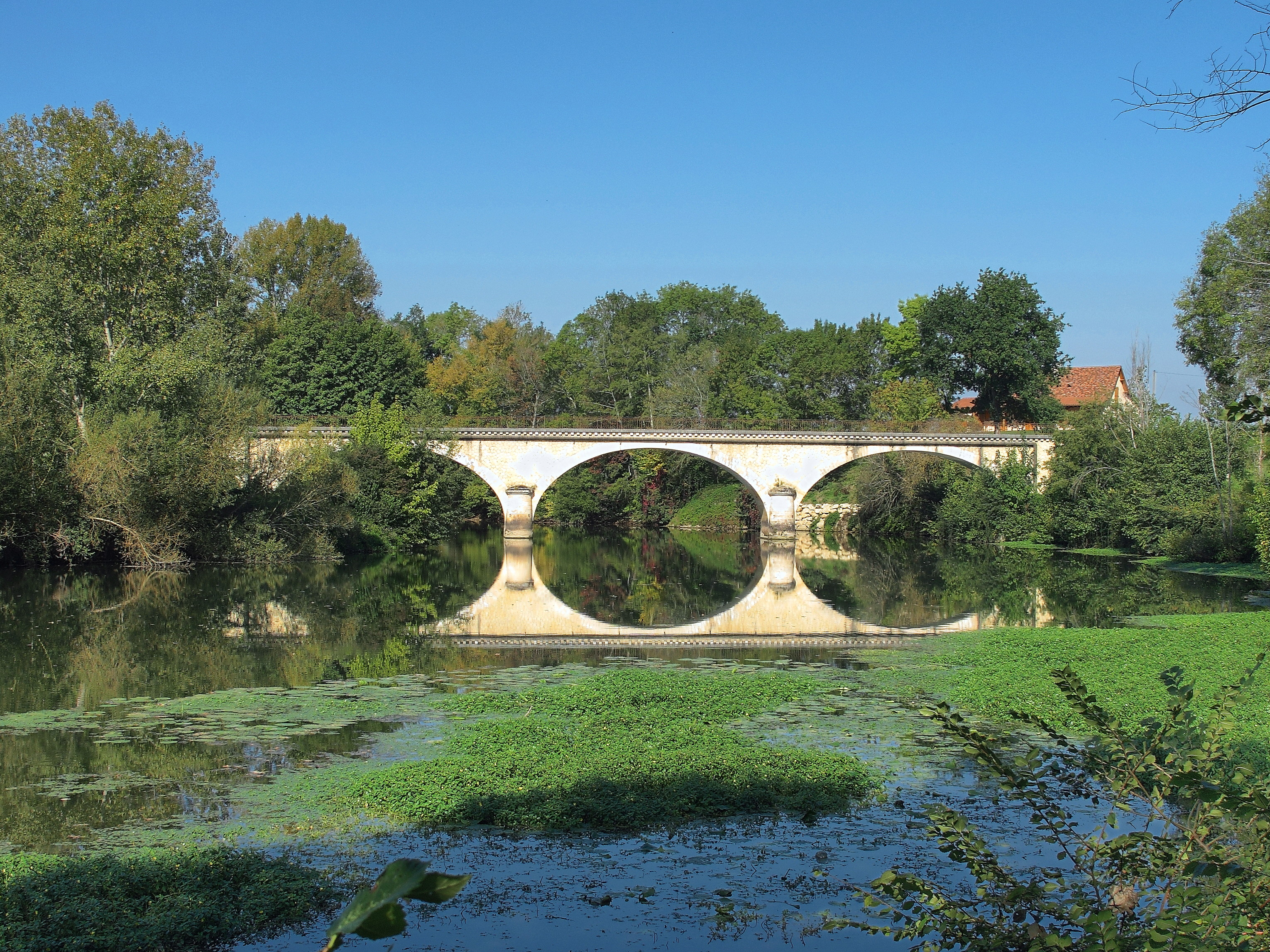
Le pont de la Filolie.
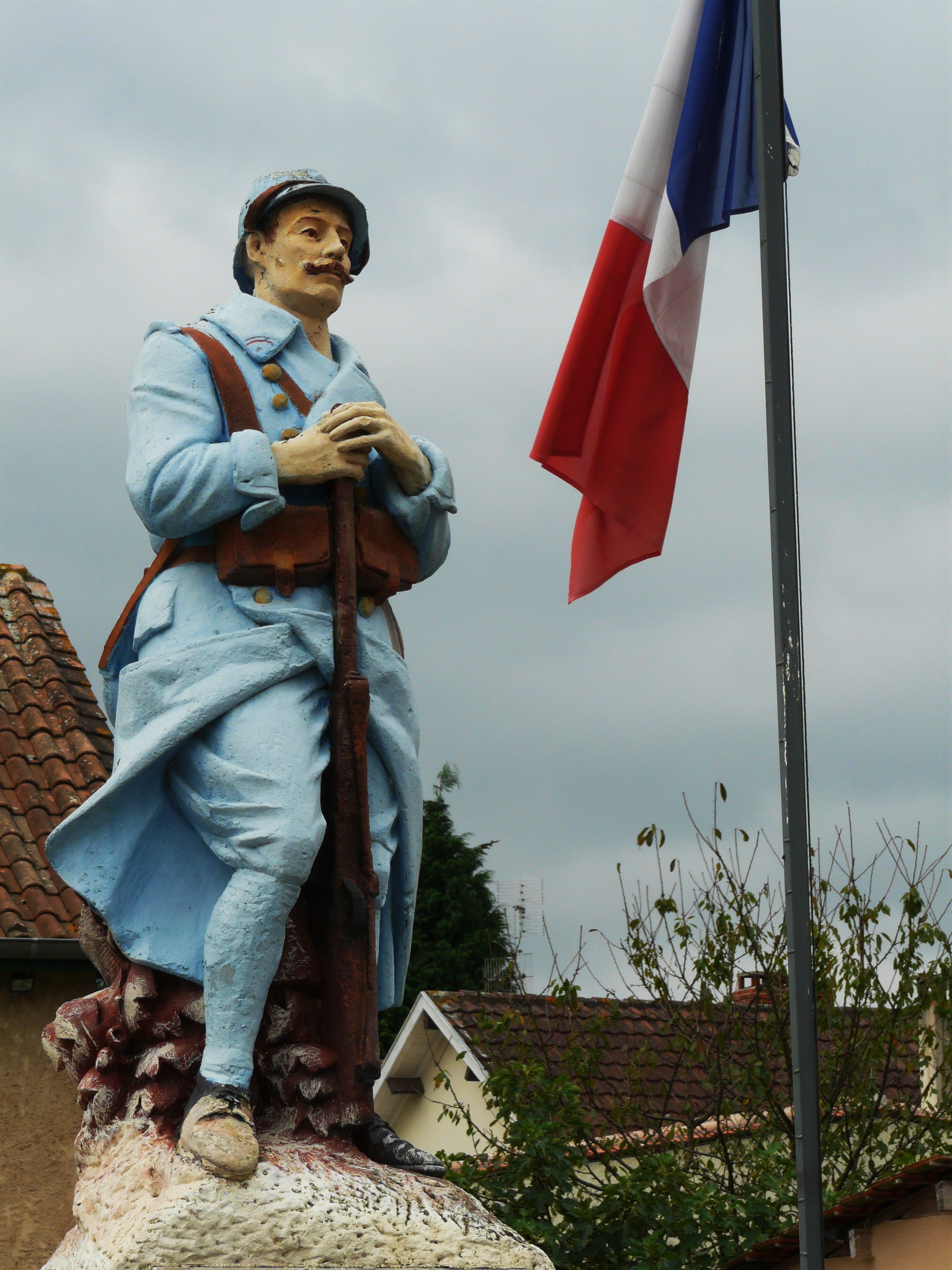
La statue du monument aux morts, œuvre de Daniel Dorillac.

#### Patrimoine religieux
- Église Saint-Laurent des Hommes, romane à l'origine, détruite en 1362, reconstruite en style gothique au XVe siècle, saccagée après la bataille de Coutras, restaurée au XIXe siècle, inscrite aux monuments historiques depuis 1997[83]. Lors de la dispersion du mobilier de la chartreuse de Vauclaire à Montpon-Ménestérol, un ensemble d'objets du XVIIIe siècle classés en 1996 au titre des monuments historiques, a été rapatrié dans l'église Saint-Laurent : un retable, un tabernacle et un tableau représentant le martyre de saint Laurent[84]. Un autre tableau du XVIIe siècle représentant saint Jean Baptiste est inscrit depuis 2009 au titre des monuments historiques[85].

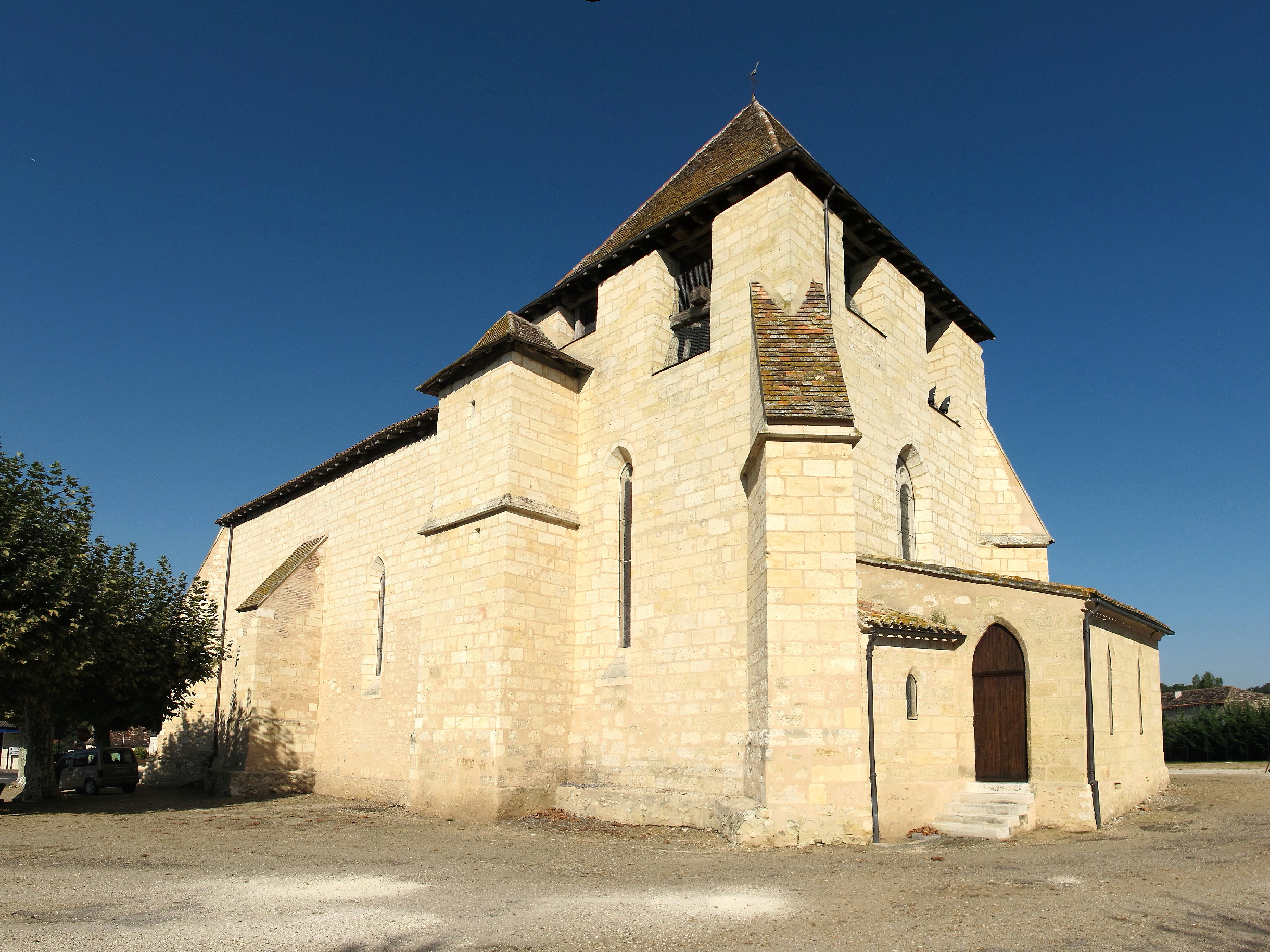
L'église Saint-Laurent des Hommes.
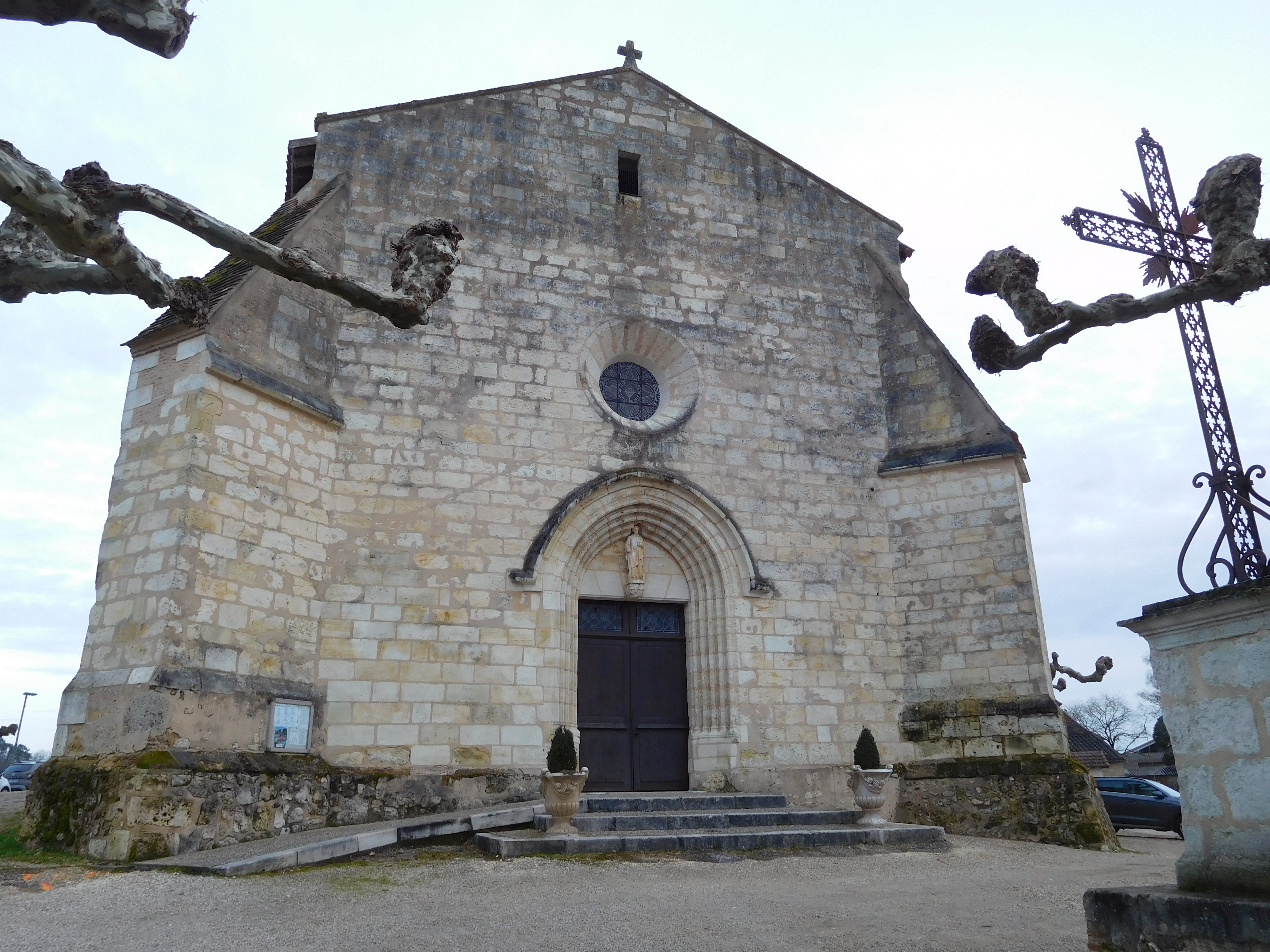
Sa façade ouest.
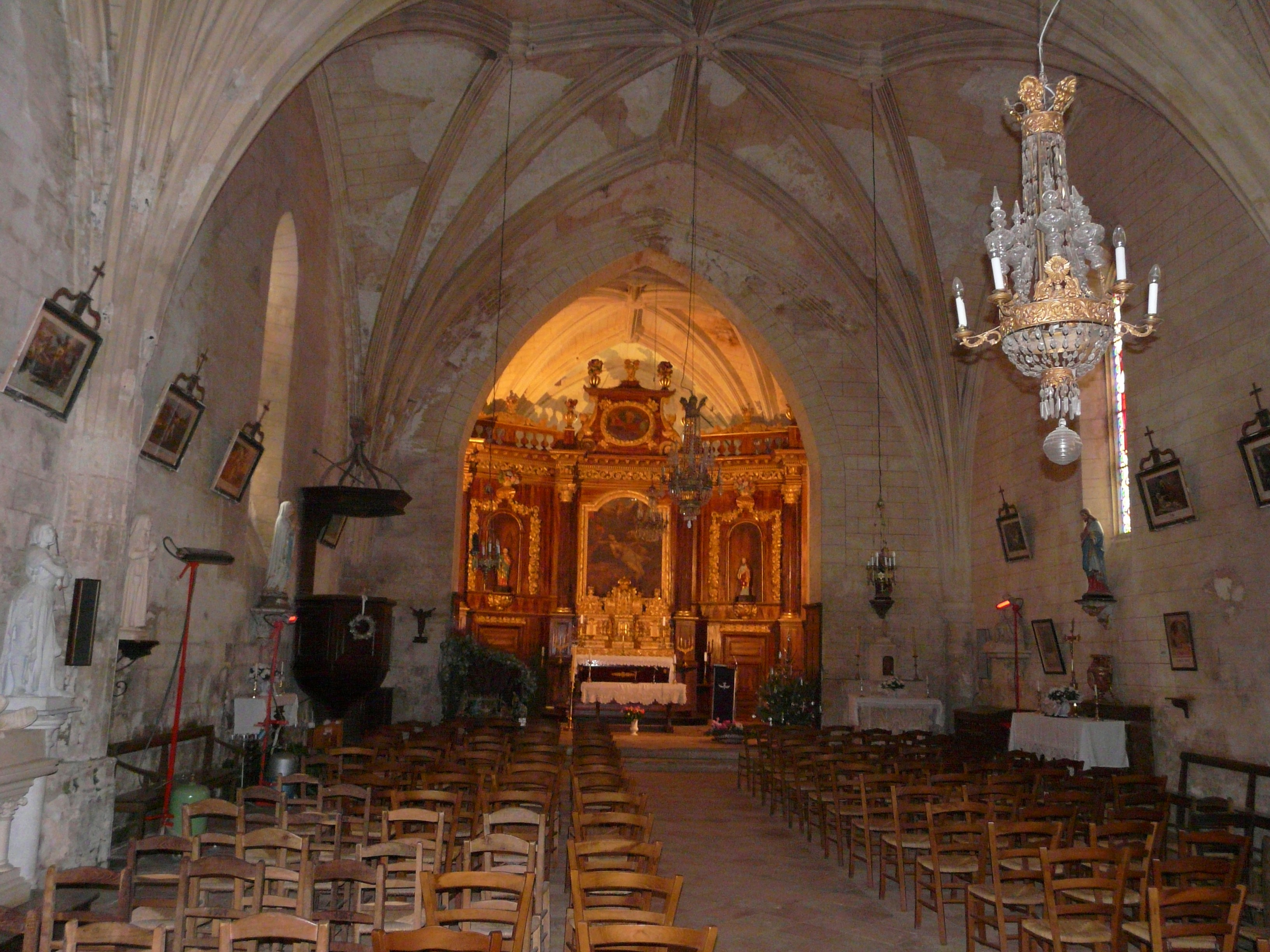
La nef et le retable.
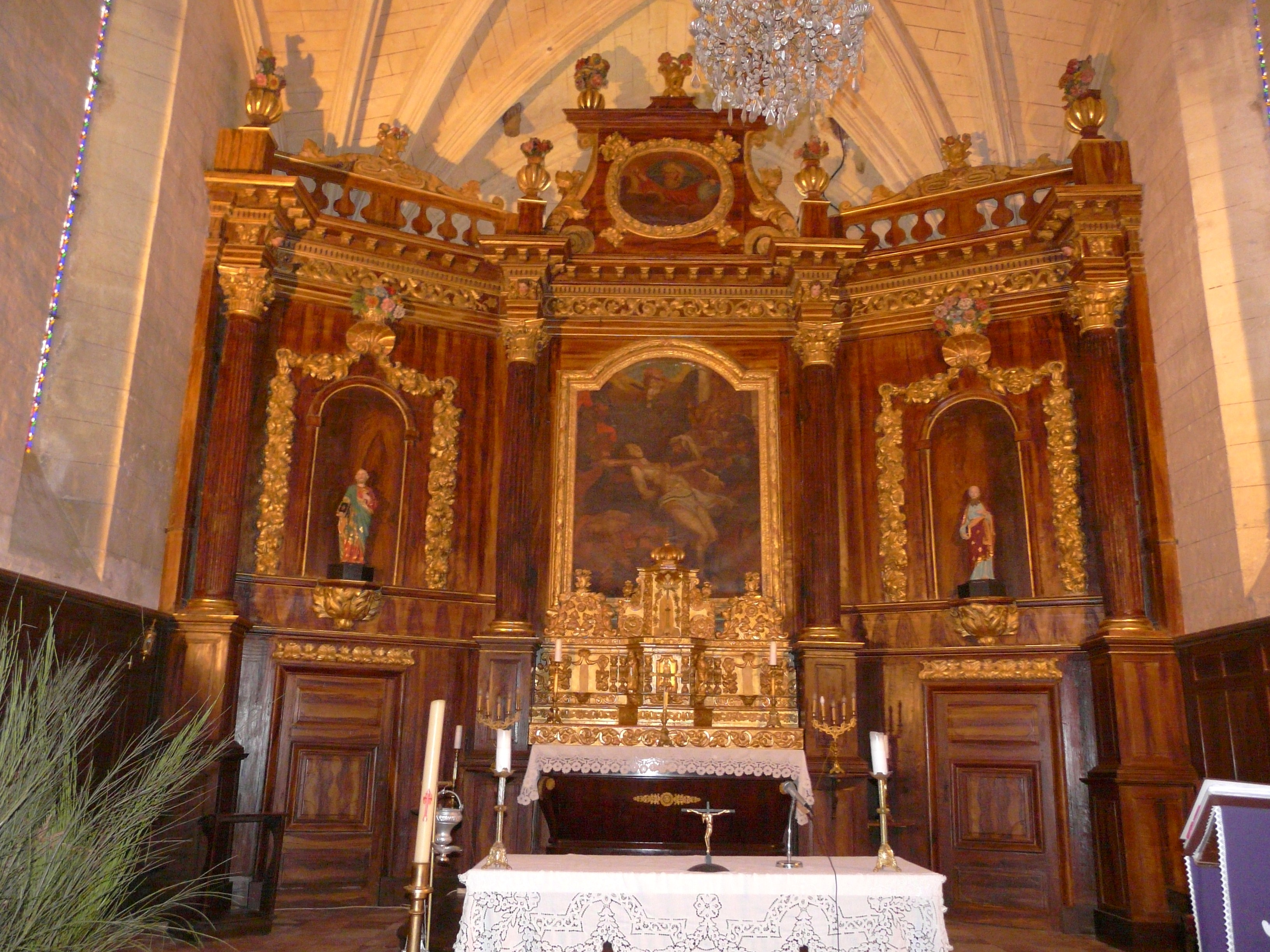
Le retable.
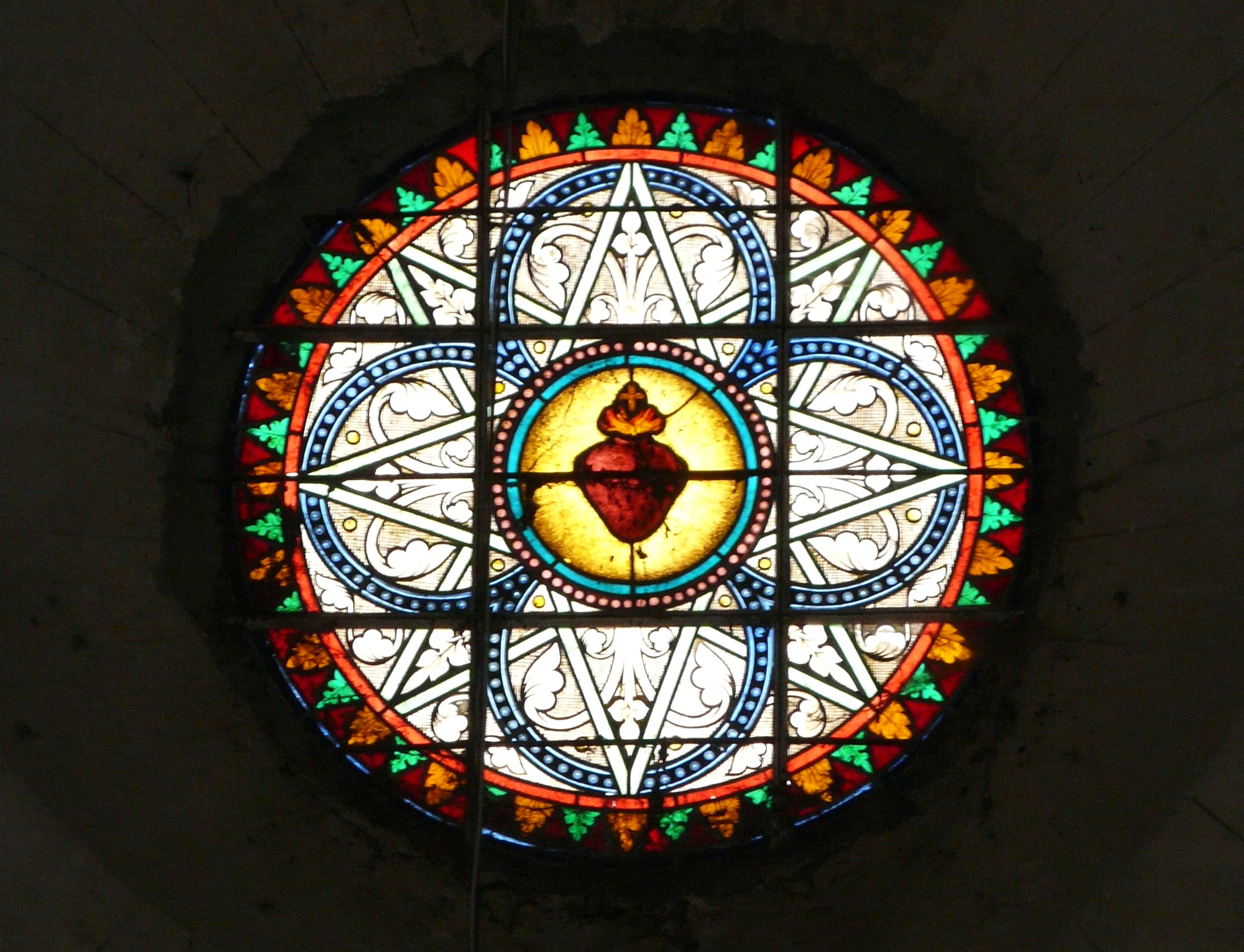
Le vitrail du Sacré-Cœur de Jésus, au-dessus du portail.

### Héraldique
| Blason de Saint-Laurent-des-Hommes | Blason  | D’argent à la croix de gueules cantonnée de quatre lionceaux de sable. |
| Blason de Saint-Laurent-des-Hommes | Détails | Le statut officiel du blason reste à déterminer.                       |

## Pour approfondir